# 裸高原鰍
裸高原鰍（學名：Triplophysa ulacholica）為輻鰭魚綱鯉形目條鰍科高原鰍屬的其中一種。分布於亞洲伊塞克湖流域，體長可達16公分，棲息在溪流底層水域，繁殖期在6月，生活習性不明。

## 扩展阅读
維基物種上的相關：裸高原鰍